# Янчуков Олександр Тимофійович
Олекса́ндр Тимофі́йович Янчуко́в (13(26) грудня 1910, Харків, Російська імперія — 18 червня 1982, Львів, Українська РСР, СРСР) — український актор, Народний артист Української РСР (1980).
Виступав у харківських театрах «Веселий Пролетар» (1930) і в «Театрі Юного Глядача» (ТЮГ, з 1934); від 1944 у Львівському ТЮГ.
Серед ролей:
- Дід Юхим («97» М. Куліша),
- Омелян Ткач («Учитель» І. Франка),
- Павло Корчаґін («Як гартувалася сталь» за М. Островським).

У різних п'єсах виступав у ролі В. Леніна. 
Похований на полі № 3 Личаківського цвинтаря.